# 김준호 (희극인)
김준호(1975년 12월 27일 ~ )는 대한민국의 코미디언 겸 MC, 유튜버이다.

## 생애
1995년 SBS 5기 공채 개그맨으로 정식 데뷔하였으나 군복무를 하고 제대한후 1998년 KBS 14기로 이적하였는데 본인이 SBS 공채 5기 개그맨으로 데뷔할 당시 개그맨 실장을 역임한 김은우는 김준호의 고등학교 선배인 故 이하원과 TBC 개그맨 공채 동기다. 특기는 비트박스, 전자기타, 마임, 성대모사가 있다. 고등학교를 졸업하고, 단국대학교 연극영화학과를 중퇴하였다. 가족으로는 동생 쇼호스트 김미진이 있다.
2000년대 후반 경에 합법 도박 연루 논란으로 《개그콘서트》, 《코미디쇼 희희낙락》,《대결 노래가 좋다》 등에서 자진 하차하였다. 개그콘서트 《씁쓸한 인생》은 김대희로 교체되었으나 2010년 3월 21일 《씁쓸한 인생》마지막회를 통해 복귀하였다. 동기 개그맨인 김대희
와 마찬가지로 개그콘서트 초창기 때부터 지금까지 활동해왔지만, 잦은 예능활동으로 인해서 2013년 5월 26일 개그콘서트 하차 및 무대를 떠났고, 1달뒤 개콘 새코너 닭치高로 복귀 해서 활동했고 그 이후 욜로민박으로 복귀하였다.
예능으로는《인간의 조건》과《퀴즈쇼 사총사》, 《1박 2일》에서 활동했었다. 운전면허가 없던 그는《인간의 조건》에서 운전면허를 땄고, 2012년 10월 30일에 잠실야구장에서 클라라의 포즈를 패러디하여 시구를 하는 등 연예 외의 활동 또한 활발하다. 《개그콘서트》 출연진 중 가장 오랫동안 활동하여 준호옹으로도 불리기도 하며 최다코너 출연자이다.
2013년 12월 자신이 경영하는 소속사의 공동 대표 김우종 씨가 회삿돈 수억원을 빼돌려 잠적해 소속 연예인들의 출연료 지급 문제가 논란이 되고 있다.
그리고 《부산국제코미디페스티벌(BICF)》의 집행위원장을 했다. 2살 연상의 연극배우와 2006년 3월 19일에 결혼하였으나, 2018년 1월 이혼하였다.

## 출연 작품

### 종영 / 중도하차 / 게스트 출연 프로그램
- KBS2 《코미디 세상만사》
- KBS2 《쇼! 행운열차》
- KBS2 《개그콘서트》
  - 〈씁쓸한 인생〉큰 형님 역
  - 〈날아라 변튜어디스〉항공기 기장 역
  - 〈집으로〉할머니 역
  - 〈같기도〉사범 역
  - 〈하류인생〉
  - 〈만약에〉
  - 〈방황〉
  - 〈스크림〉
  - 〈사바나의 아침〉
  - 〈스승님 스승님〉
  - 〈공포극장〉
  - 〈스타자판기〉
  - 〈불사파〉
  - 〈환장하겠네〉
  - 〈지누주노〉
  - 〈면접〉
  - 〈동물원〉
  - 〈꽁트의 신〉
  - 〈준호삼촌〉
  - 〈지그재그송〉
  - 〈집에서 사제끼기〉
  - 〈시덕아〉
  - 〈버전개그〉
  - 〈꽃봉오리 예술단〉
  - 〈가문이 영~꽝〉
  - 〈개그전사 300〉
  - 〈엽기스런 그녀〉
  - 〈봉숭아학당〉
  - 〈시청률의 제왕〉
  - 〈유주얼 서스펙트〉
  - 〈거리의 시인들〉
  - 〈거리의 삐에로〉
  - 〈호구와 울봉이〉
  - 〈뜬금 뉴스〉
  - 〈9시 언저리 뉴스〉
  - 〈월드뉴스〉
  - 〈출동! 김반장〉
  - 〈고교천왕〉
  - 〈요상한 가족〉
  - 〈악성 바이러스〉지휘자 역
  - 〈조아족〉1,3대 족장 역, 제사장 역
  - 〈선생 김봉투〉봉투 선생 역
  - 〈미끼〉마을 이장 역
  - 〈감수성〉감수왕 역
  - 〈비상대책위원회〉대통령 역
  - 〈꺾기도〉사범 역
  - 〈뜬금개그〉
  - 〈어우야〉
  - 〈실록 X-파일〉영의정 역
  - 〈바보삼대〉할아버지 역
  - 〈개그법정〉
  - 〈이야기쇼 더드림〉
  - 〈갑을 컴퍼니〉사장 역
  - 〈버티고〉선배배우 만수 역
  - 〈애니뭘〉고양이 톰 역
  - 〈히든 캐릭터〉맹구 역
  - 〈뿜 엔터테인먼트〉사기자 역 (고양이 인형(자나라고 부름)과 같이 나온다.)
  - 〈좀비 프로젝트〉좀비 역
  - 〈닭치高〉교장선생님 꼭이오 역
  - 〈과대명상〉
  - 〈진지록〉죄인 역
  - 〈웰컴 백 쇼〉리차드 찰리 킴 역
  - 〈가족같은〉아버지 역
  - 〈이럴 줄 알고〉
  - 〈대화가 필요해 1987〉,〈욜로민박〉할배
  - 〈돌아와 윰〉 개콘 복귀한 개그맨으로 출연
  - 〈아무말 대잔치〉
  - 〈속보이스〉
  - 〈내시천하〉내시 역
  - 〈해봅시다〉광고모델
  - 〈과한나라〉 왕
- KBS2 《TV는 사랑을 싣고》
- KBS2 《코미디쇼 희희낙락》
  - 〈김준호쇼〉
- KBS2 《폭소클럽 2》
- KBS2 《웃음충전소》
  - 〈타짱〉 진행
  - 〈타짱 2〉 진행
- KBS2 《스펀지 0》
- KBS2 《위기탈출 넘버원》
- KBS2 《노래싸움 - 승부》
- KBS2 《개그스타》
- 코미디TV 《기막힌 외출》
- SBS 《웃찾사》
- KBS 《코미디 파일》
  - 〈현장 24시〉:해설 역
  - 〈뚜껑뉴스〉:진행자 역
  - 〈뚜껑친구〉
  - 〈친구잖여~〉
  - 〈제17대 어전회의〉:민노파 김 대감 역
  - 〈영웅전설〉:슈퍼맨 역
- KBS1 《가족오락관》
- KBS2 《해피투게더 시즌3》
- KBS2 《대국민 토크쇼 안녕하세요》
- KBS2 《유희열의 스케치북》
- KBS2 《이야기쇼 두드림》
- SBS플러스 《현금택시 2》
- KBS2 《해피선데이 - 남자의 자격》
- KBS2 《퀴즈쇼 사총사》
- 코미디TV 《얼짱시대 7》
- KBS2 《인간의 조건》
- KBS2 《황금카메라》
- QTV 《어럽쇼》
- MBC Every 1 《무한걸스 시즌 3》
- SBS 《화신 - 마음을 지배하는 자》
- KBS2 《불후의 명곡: 전설을 노래하다》
- KBS2 《밥상의 신》
- KBS2 《가족의 품격 풀하우스》
- tvN 《두 남자의 특급찬양》
- tvN 《눈치왕》
- KBS2 《왕좌의 게임》
- KBS2 《어느날 갑자기 외.개.인》
- TV조선 《아이돌잔치》
- MBC 《나 혼자 산다》
- XTM & tvN 《남원상사》
- MBC Every1 《비디오스타》
- SBS 《무확행》
- KBS2 《해피 선데이》 - <1박 2일>
- tvN 《서울메이트 시즌1, 시즌2,시즌3》
- TV조선 《한집살림》
- tvN 《돈키호테》 (2019년)
- MBN 《친한 예능》
- tvN 《더 짠내투어》
- JTBC 《장르만 코미디》
- KBS2 《개승자》
- tvN 《줄 서는 식당》
- SBS 《미운 우리 새끼》
- SBS 《신발 벗고 돌싱포맨》
- SBS 《덩치 서바이벌-먹찌빠》
- 유튜브 《노빠꾸 탁재훈》

### 드라마
- 2017년 KBS2 《최고의 한방》 취객 역
- 2015년 SBS 《심야식당》 손님 역
- 2008년 MBC 《밤이면 밤마다》 이상호 역
- 2007년 MBC 《뉴하트》 설래현 역
- 2007년 MBC 《에어시티》 노태만 역
- 2006년 MBC 《얼마나 좋길래》 영만 역
- 2006년 MBC 《달콤한 스파이》 가오리 역
- 2002년 KBS2 《잘난 걸 어떡해》

### 영화
- 2012년 《음치클리닉》: 지하철 졸고있는 승객으로 카메오 출연
- 2012년 《나의 PS 파트너》: 웨이터역할로 카메오 출연
- 2013년 《사이코메트리》: 다단계 실장으로 카메오 출연
- 2015년 《위험한 상견례 2》: 아지트 MC 역
- 2023년 《웅남이》: 비닐하우스 형사팀장 역할로 카메오 출연

### 광고
- 2002년 SK텔링크 00700
- 2006년 추풍령감자탕
- 2008년 동아제약 판피린 큐
- 2008년 KTF SHOW 제페토 할아버지 목소리(김인문)
- 2012년 전자랜드
- 2012년 삼성 갤럭시 S3
- 2013년 디지털TV방송 DTV안테나
- 2014년 넥슨 카운터스트라이크온라인
- 2014년 맥키스
- 2014년 NHN 드래곤코인즈
- 2014년 디디치킨
- 2014년 LG 휘센 제습기
- 2014년 한국닌텐도 닌텐도3DS 친구모아 아파트
- 2016년 큐로홀딩스 개그판타지
- 2017년 ~ 현재 고려기프트
- 2018년 LG생활건강 페리오 펌핑치약
- 2018년 윈터그린
- 2019년 플랜코리아

### 앨범
- 같기도 -2007년
- 해피싱어프로젝트-2011년
- The Zombie (Charlie Kim)-2013년(일비스의 The Fox가 원곡이다.)

## 유행어

### 《개그콘서트》
- 야 이노무 자식아! (가족같은)
- 이건 ~~도 아니고 ~~도 아니여~ (같기도(道))
- 이거 왠지 씁쓸하구먼. (씁쓸한 인생)
- ~~까지 옆에서 지켜보겠어!, 그냥 처먹어! (집으로)
- 백성들에게 승전보를 알리고 풍악을 울려라~! (감수성)
- 백성들에게 편집을 알리고 풍악을 울려라~! (감수성)
- 진짜 승전보를 알리고 풍악을 울려라~! (감수성)
- 혼인을 시키고 풍악을 울려라~! (감수성)
- 이들에게 오니 풍악을 울려라~! (감수성)
- 승전보를 알리고 풍악을 울려라~! (감수성)
- 일권이, 안일권이~! (고교천왕)
- 돌아가 (미끼)
- 니가?, 니가 신입사원이야?, 여기가? 회사야~~? (갑을컴퍼니)
- 다람쥐, 까불이, 마~보이 (꺾기도)
- 케어해 주자나[6], 시!~~구, 앉으나 서나 자나 자나 (뿜 엔터테인먼트)
- 똑닭선생 뭐하고 있었어요? (닭치高)
- (원래 목소리로 정색하면서)먹어! (욜老 민박)

## 수상 및 후보
| 연도 | 시상식                                      | 부문                         | 작품                                         | 결과 |
| ---- | ------------------------------------------- | ---------------------------- | -------------------------------------------- | ---- |
| 2005 | KBS 연예대상                                | 코미디 부문 최우수상         | 집으로                                       | 수상 |
| 2009 | 제36회 한국방송대상                         | 개인상 부문 코미디언상       | 개그콘서트 등                                | 수상 |
| 2010 | 제11회 대한민국 영상대전                    | 예능 부문 포토제닉상         |                                              | 수상 |
| 2011 | 제18회 대한민국 연예예술상                  | 희극인상                     |                                              | 수상 |
| 2011 | KBS 연예대상                                | 코미디 부문 최우수상         | 감수성                                       | 수상 |
| 2013 | 제25회 한국PD대상                           | 코미디언 부문 출연자상       |                                              | 수상 |
| 2013 | 케이블TV 방송대상                           | TV스타상                     | 얼짱시대7                                    | 수상 |
| 2013 | 제49회 백상예술대상                         | TV부문 남자예능상            | 개그콘서트, 인간의 조건                      | 후보 |
| 2013 | 제4회 대한민국 대중문화예술상               | 문화체육관광부장관표창       | 빈칸                                         | 수상 |
| 2013 | 제3회 대한민국 CEO 리더십 문화예술부문 대상 | 빈칸                         | 빈칸                                         | 수상 |
| 2013 | 제21회 대한민국 문화연예대상                | 예능 부문 대상               |                                              | 수상 |
| 2013 | KBS 연예대상                                | 대상                         | 개그콘서트, 해피선데이 - 1박 2일,인간의 조건 | 수상 |
| 2018 | 제26회 대한민국 문화연예대상                | 예능 부문 대상               |                                              | 수상 |
| 2018 | KBS 연예대상                                | 베스트 커플상 (with 김종민)  | 1박 2일                                      | 수상 |
| 2021 | SBS 연예대상                                | 리얼리티부문 남자 우수상     | 미운 우리 새끼, 신발 벗고 돌싱포맨           | 수상 |
| 2021 | SBS 연예대상                                | 대상                         | 미운 우리 새끼                               | 수상 |
| 2022 | SBS 연예대상                                | 2022 SBS의 아들상            | 미운 우리 새끼, 신발 벗고 돌싱포맨           | 수상 |
| 2022 | SBS 연예대상                                | 토크, 리얼리티 부문 최우수상 | 미운 우리 새끼                               | 수상 |
| 2023 | SBS 연예대상                                | 골든솔로상                   | 신발 벗고 돌싱포맨, 미운 우리 새끼           | 수상 |
| 2024 | SBS 연예대상                                | 명예사원상                   | 신발 벗고 돌싱포맨, 미운 우리 새끼           | 수상 |

## 같이 보기
- 김대희
- 백재현
- 심현섭
- 김영철
- 김경희
- 김지혜
- 김미화
- 전유성
- 박성호
- 탁재훈
- 이상민
- 임원희
- 김종국
- 김종민
- 김희철
- 최시원
- 부산국제코미디페스티벌(BICF)
- 부산국제영화제(BIFF)
- 부산국제매직페스티벌(BIMF)
- 코코엔터테인먼트